# Bredsättra distrikt
Bredsättra distrikt är ett distrikt i Borgholms kommun och Kalmar län på centrala Öland. 
Distriktet ligger på Ölands östkust öster om Borgholm. 

## Tidigare administrativ tillhörighet
Distriktet inrättades 2016 och utgörs av en del av det område som Borgholms stad omfattade före 1971, delen  som utgjorde Bredsättra socken före 1969.
Området motsvarar den omfattning Bredsättra församling hade vid årsskiftet 1999/2000.